# 朱夢炎
朱夢炎（？—1378年），字仲雅，江西進賢人。元末明初期政治人物。
朱夢炎爲元至正十一年（1351年）辛卯科進士，任金谿縣丞。后朱元璋召見，并命其教公爵子弟，成《公子書》。明洪武十一年（1378年），由禮部侍郎升任禮部尚書。其經常幫助朱元璋剖析古今歷史，深受朱元璋倚重，后死于任上。